# اسلوبودان پرالیاک
اسلوبودان پرالیاک (انگلیسی: Slobodan Praljak);(زاده: ۲ ژانویه ۱۹۴۵ – درگذشته: ۲۹ نوامبر ۲۰۱۷) یک مهندس کروات بوسنیایی، کارگردان فیلم و تئاتر، بازرگان، نویسنده و ژنرال بازنشسته ارتش کرواسی و شورای دفاع ارتش جمهوری کروات بوسنی و هرزگوین بود. در سال ۲۰۱۳، او در میان شش سیاستمدار کروات بوسنیایی بود که در دادگاه بین‌المللی کیفری یوگسلاوی سابق (ICTY) به خاطر جنایت جنگی علیه جمعیت مسلمان در جنگ کروات‌ها-بوسنیایی‌ها محکوم شده بود. او به ۲۰ سال زندان محکوم شد. در سال ۲۰۱۷ درخواست تجدید نظر شده بود که بعد از بررسی در دادگاه لاهه حکم تأیید شد که پرالیاک به محض شنیدن آن در صحن دادگاه، یک ظرف سم را سرکشید و مدت کوتاهی پس از آن در بیمارستان فوت کرد.

## زندگی‌نامه
اسلوبودان پرالیاک در ۲ ژانویه ۱۹۴۵ در کاپلوینا متولد شد. پدر پرالیاک برای سرویس مخفی یوگسلاوی UDBA کار می‌کرد. پرالیاک سه مدرک دانشگاهی داشت. در ابتدا او به عنوان مدیر آزمایشگاه الکترونیک در دبیرستان حرفه‌ای نیکولا تسلا و از سال ۱۹۷۲ به عنوان یک هنرمند آزاد بود، پرالیاک همچنین مدیر تئاتر در تئاتر زاگرب، اوسییک و موستار بود. او چند سریال تلویزیونی مختلف را نیز مدیریت می‌کرد.

## در زمان جنگ
پرالیاک در سال ۱۹۹۱ به‌طور داوطلبانه به نیروهای مسلح تازه‌وارد کروات پس از آغاز جنگ استقلال کرواسی پیوست. پس از توافقنامه سارایوو، او به عنوان سرگرد ارتقا پیدا کرد و چندین مسئولیت در وزارت دفاع دریافت کرد. او نماینده عالی وزارت دفاع بود، در تاریخ ۱۳ مه ۱۹۹۳ نماینده وزارت دفاع در جمهوری کرواسی، شورای دفاع هرات-بوسنی و کرواسی (HVO). بود. از ۲۴ ژوئیه تا ۸ سپتامبر ۱۹۹۳، پرالیاک رئیس ستاد شورای دفاع کرواسی بود.

## بعد از جنگ
پس از جنگ، پرالیاک یک تاجر شد. او شرکت اوکاوین را تأسیس کرد. از سال ۲۰۰۵، این شرکت توسط نیکولا بابی پرالیاک، خواهرش، مدیریت می‌شد. این شرکت در حدود ۲۰ میلیون کونا درآمد سالانه دارد.

## محکومیت دادگاه بین‌المللی جنایی برای یوگسلاوی سابق
پرالیاک درمیان شش متهم دادگاه بین‌المللی جنایات جنگی یوگسلاوی سابق در رابطه با جمهوری یوگسلاوی بوسنی و هرزگوین. وی در ۵ آوریل تسلیم شد و به دادگاه لاهه منتقل گردید. در پرونده او آمده‌است که پرالیاک به عنوان یک مقام ارشد ارتش با دستورهای مستقیم و غیر مستقیمش به نیروهای مسلح بوسنی و هرزگوین در کشتار جمعی و جنایات جنگی علیه مسلمانان ۳۰ شهر بوسنی و هرزگوین دست داشته‌است. او به عنوان یک مقام عالیرتبه در وزارت دفاع از نزدیک در تمامی جنبه‌های این جنایت نه تنها در برنامه‌ریزی طرحهای ارتش بوسنی و هرزگوین بلکه در هدایت عملیات آن و همچنین پلیس مدنی بوسنی و هرزگوین درگیر بوده‌است.

## مرگ
در سال ۲۰۱۷ پرالیاک به همراه ۵ تن دیگر درخواست تجدید نظر حکمشان را دادند که در ۲۹ نوامبر ۲۰۱۷ بعد از بررسی در دادگاه لاهه حکم تأیید شد که پرالیاک به محض شنیدن آن در صحن دادگاه، یک ظرف شیشه‌ای سم را سرکشید و مدت کوتاهی پس از آن در بیمارستان فوت کرد.